# IntelliCAD

IntelliCAD — це інструментарій САПР та API які розробляються IntelliCAD Technology Consortium («ITC»), а також сімейство САПР створених на основі цього програмного забезпечення. Метою даного консорціуму є розробка DWG-сумісної платформи IntelliCAD для емуляції базового інтерфейсу і функцій AutoCAD. На відміну від звичайних програм САПР, ITC IntelliCAD не продається прямо кінцевим користувачам. ITC IntelliCAD ліцензований виключно для членів консорціуму, які сплачують внески в обмін на дозвіл і рекомендації включати технології IntelliCAD в остаточну OEM «IntelliCAD» (і інших) продуктів з їх власною ліцензійною угодою з кінцевим користувачем. ITC має близько 50 членів. Компанії — учасники консорціуму «надбудовують» і адаптують платформу, а також займаються рекламою і продажем системи під власними торговими марками. Консорціум тісно співпрацює з некомерційною організацією Open Design Alliance, яка була проводить зворотну розробку формату DWG.
Один із основних напрямів розвитку ITC — поліпшення сумісності між IntelliCAD і AutoCAD

## Особливості IntelliCAD і систем на його основі
- Формати файлів DWG і DXF використовуються як основний «робочий» формат файлів
- Повна сумісність з інтерфейсом і засобами адаптації AutoCAD: командним рядком, меню, штрихуваннями, шрифтами тощо
- Мова розробки користувацьких застосунків Lisp повністю сумісний з діалектом AutoLISP, який використовується в AutoCAD
- У деяких програмах на базі IntelliCAD використовуються також інші засоби розробки застосунків, аналогічні VBA і ARX в AutoCAD.

## Переваги систем на базі IntelliCAD
- Ціна. Вартість продуктів на базі IntelliCAD становить від 15% до 40% вартості AutoCAD LT (від 10% до 20% вартості повної версії AutoCAD) (Слід зазначити, що, в той же час, для тих користувачів, яким необхідно тільки 2D-проектування, існують безкоштовні CAD-системи).
- Інтерфейс програм на базі IntelliCAD в тій чи іншій мірі повторює інтерфейс AutoCAD.
- Сумісність із засобами адаптації та користувацькими застосунками, написаними на AutoLISP, істотно полегшує міграцію користувачів AutoCAD.
- У порівнянні з AutoCAD LT системи на базі IntelliCAD володіють деякими перевагами (адаптація за допомогою вбудованих мов програмування (Lisp, VBA), можливість тривимірного моделювання тощо).

## Недоліки систем на базі IntelliCAD
- Обмежена сумісність з оригінальним форматом файлів DWG компанії Autodesk.

Найчастіше, проблеми сумісності виникають у разі, якщо файл був створений в одному з вертикальних застосунків на базі AutoCAD і містить специфічні елементи. Такі ж проблеми виникають і з AutoCAD, з власними вертикальними застосунками, якщо немає objectarx enabler. Обмінюватися даними між AutoCAD і IntelliCAD слід з певною обережністю, якщо при створення файлу використовувалися вертикальні застосунки.

## Версії IntelliCAD
- IntelliCAD 98 (квітень 1998) — перша версія програми, випущена компанією Visio Corporation.
- IntelliCAD 1999 Beta (вересень 1999) — випущений компанією Visio Corporation для створення організації IntelliCAD Technology Consortium.
- IntelliCAD 2000 (березень 2000) — перша робоча версія програми, випущена IntelliCAD Technology Consortium.
- IntelliCAD 2001 (травень 2001) — зроблено ряд поліпшень, додані нові можливості, такі як підтримка типів ліній AutoCAD та ін.
- IntelliCAD 2001 v3.3 (липень 2002) — додана підтримка Windows XP.
- IntelliCAD 4 (березень 2003) — Зроблено ряд поліпшень, додані нові можливості.
- IntelliCAD 5 (жовтень 2004) — додана підтримка формату файлів DWG 2004
- IntelliCAD 5.1 (січень 2005) — черговий реліз, внесені незначні зміни.
- IntelliCAD 6.0 (травень 2005) — додані нові можливості, такі як підтримка таблиці стилів друку AutoCAD та ін.
- IntelliCAD 6.1 (вересень 2005) зроблено ряд поліпшень, додані нові можливості, наприклад покращено якість рендеринга.
- IntelliCAD 6.2 (квітень 2006) — додана підтримка True Color, зроблено ряд поліпшень.
- IntelliCAD 6.3 (березень 2007) — додана підтримка формату файлів DWG 2007.
- IntelliCAD 6.4 (серпень 2007) — покращена підтримка формату файлів DWG 2007 (додана підтримка специфічних об'єктів AutoCAD 2008).
- IntelliCAD 6.5 (липень 2008) — поліпшена продуктивність, розширена підтримка файлів зображень, додана перевірка орфографії, локалізація інтерфейсу (10 мов крім англійської).
- IntelliCAD 6.6 (жовтень 2009) — перший попередній реліз версії 6.6. Містить численні виправлення помилок.

Очікується, що версія 6.6 буде останньою з лінійки 6.х.

## IntelliCAD 7
В даний час ведеться розробка IntelliCAD 7.x з повністю переробленою архітектурою.
- 9 лютого 2010 випущена друга бета-версія.
- 23 березня 2011 випущена третя бета-версія.
- 10 червня 2011 випущено реліз IntelliCAD 7.0.

## IntelliCAD 8
13 червня 2014 року Intellicad випустила 64-розрядні і 32-розрядні версії IntelliCAD 8.0, які дозволяють відкривати, зберігати і створювати файли *.dwg, включаючи останній формат файлів 2014 р Нові функції включають стану шарів, фільтри шарів з пошуком, прозорість шарів і заморожування вікон, призначені для користувача файли menu.cui, швидкий вибір елементів, тривимірні орбіти, додаткові параметри сітки, імпорт файлів Collada (.dae), стислий растрове зображення, стислий MrSID MG4, і багато іншого.
IntelliCAD 8.0 включає в себе кілька удосконалень API, в тому числі поновлення Teigha® Open Design Alliance (ODA) версії 3.9.1 і підтримку VBA 7.1.
Члени ITC тепер мають доступ до вихідного коду для розширених компонентів рендеринга і обробки зображень.

## IntelliCAD 9
IntelliCAD 9.0 це версія, яка пропонує безліч нових функцій і поліпшень, зокрема вбудовану підтримку відкриття, редагування та збереження файлів *.dwg 2018.
IntelliCAD 9.0 підвищує продуктивність у багатьох областях, з найбільш помітним збільшенням швидкості при збереженні файлів. Тепер тільки зміни зберігаються в файли *.dwg, що забезпечує виняткову швидкість, особливо для великих файлів *.dwg, які містять тільки кілька змін. Деякі проблеми, пов'язані з запуском IntelliCAD в Fall Creators 2017 Microsoft® Windows® 10, також були виправлені. Нові функції можна знайти практично в кожній області IntelliCAD. Відкрийте механічні елементи, прикріпіть файли хмар точок *.rcp /*.rcs та експорту їх в .pdf, використовуючи набагато більше параметрів, ніж раніше. Намалюйте будівельні лінії. Малюйте і змінюйте тривимірні сітки за допомогою нового інструменту Facet Modeler для легких тривимірних малюнків. Використовуйте камеру для перегляду малюнків. Додати стовпці в багаторядковий текст. Використовуйте нові експрес-інструменти для блоків, зовнішніх посилань, тексту і редагування. Скиньте розмірний текст і перепризначив розмірний текст. І багато іншого
Для версій продуктів IntelliCAD, які працюють з файлами BIM, користувачі тепер можуть прикріплювати файли *.rvt /*.rfa; знімати, розбирати і контролювати відображення категорій, підказок і уявлень в прикріплених файлах *.rvt /*.rfa; імпортувати .ifc файли як архітектурні елементи; Ви також можете намалювати елементи AEC, такі як стіни, вікна, двері, отвори і плити. Були представлені нові інтерфейсні інструменти і засоби, такі як повноекранне меню запуску, з попереднім переглядом файлів, повноекранний режим, новий інструмент - палітра інструментів.
На даний час останньою версією програми є IntelliCAD 9.2A.

## Програми створені на основі IntelliCAD
Кількість продуктів створених на основі IntelliCAD дуже велика, в цьому списку лише частина з них.
- 4M CAD
- ACCA CAD
- ActCAD - ActCAD LLC USA розробляє програмне забезпечення 2D / 3D CAD з функціями BIM на основі новітнього процесора IntelliCAD 9.2A [5]. Відмінне співвідношення ціни та якості. Триває робота з українського перекладу. Безкоштовна пробна версія 14 та 30 днів з комерційною ліцензією.
- BtoCAD — система автоматизованого проектування, що підтримує близько 85% функцій AutoCAD. Продукт не розроблявся з 2009 року.
- Bricscad (до випуску v10) —  комерційна САПР, що розробляється бельгійською компанією Bricsys, доступна для Windows i Linux.[7]
- CADian — 2D & 3D система автоматизованого проектування на базі IntelliCAD. Понад 30 модулів. Компанія CADianGlobal Ltd. (Корея)
- InfrasoftCAD — Російська 2-х і 3-х мірна САПР. Продукт не розроблявся з 2009 року.
- GStarCAD — швидка і стабільна платформа САПР з Китаю. Можливість інтеграції російських застосунків. Можливість інтеграції російських додатків. GStarCAD більше не є членом ITC. У 2016[8] і 2019[9] роках ITC подала в суд на Gstar за порушення прав інтелектуальної власності.
- Microsurvey CAD
- ProgeCAD — Італійська САПР. Примітна наявністю безкоштовної версії ProgeCAD Smart! (Для некомерційного використання). Безкоштовна версія для некомерційного використання.
- TrueCAD
- ZwCAD — 2-х і 3-х мірна САПР компанії ZwCAD Software Co., Ltd (Китай).
- БудКАД — українська вітчизняна САПР для проєктування об'єктів будівництва.

## Зовнішні посилання
- Open Design Alliance (офіційний сайт)
- Tani CAD - Польська сторінка з дешевим програмним забезпеченням CAD